# Jungla lui Meinong
Jungla lui Meinong este numele dat stărilor care conțin entitățile inexistente din ontologia lui Alexius Meinong.
Meinong, un filosof austriac (1853-1920) activ la începutul secolului XX, credea că din moment ce ne putem referi la lucruri inexistente, ele trebuie să aibă un fel de ființă, pe care el o numea sosein („fiind așa”). Deci, conform schemei lui Meinong, entități cum ar fi unicornii, cercurile pătrate și munții de aur au ființă. Stranietatea acestor entități a condus la un domeniu ontologic numit „jungla lui Meinong”. Jungla este descrisă în opera lui Meinong Über Annahmen (1902). Numele ei este legat de William C. Kneale, a cărui Probability and Induction (1949) include pasajul „după ce au hoinărit prin jungla subzistenței a lui Meinong … filosofii au căzut acum de acord că propozițiile nu pot fi privite ca entități ultime”.
Teoria meinongiană a obiectelor (Gegenstandstheorie) a influențat dezbaterea asupra sensului și referinței dintre Gottlob Frege și Bertrand Russell, care a condus la apariția filosofiei analitice și a filosofiei limbajului contemporană. Teoria descrierilor a lui Russell, conform lui P.M.S. Hacker, l-au condus să „rărească luxurianta junglă meinongiană a entităților (cum ar fi cercul pătrat), care, după cum se pare, trebuie să subziste într-un anumit sens pentru a le putea menționa”. Conform teoriei descrierilor, vorbitorii nu implică existența referenților ale căror nume le folosesc.
Jungla lui Meinong e citată drept obiecție la semantica lui Meinong, deoarece ultima conduce la obiecte indezirabile din punct de vedere ontic; este de dorit să putem vorbi cu sens despre unicorni, afirmă această obiecție, dar nu să credem în ei. Nominaliștii (care cred ca termenii generali sau abstracți și predicatele există dar fie universaliile fie obiectele abstracte nu există) găsesc jungla lui Meinong drept foarte respingătoare. Așa cum scrie Colin McGinn, „a urma în mod naiv aparențele lingvistice duce nu numai la impasuri logice ci și la extravaganță metafizică - spre exemplu jungla lui Meinong, infestată cu o fantomatică Ființă.” Un refuz al proclamațiilor ontologice ale teoriei lui Meinong este exprimată prin cuvântul de spirit „trebuie să radem jungla lui Meinong cu briciul lui Ockham”.
Jungla lui Meinong a fost apărată de realiștii modali, a căror semantică a lumilor posibile oferă o variantă mai acceptabilă a Gegenstandstheorie a lui Meinong, așa cum explică Jaakko Hintikka:
„Dacă mă întrebați «Unde sunt obiectele inexistente?» răspunsul este: «Fiecare în propria sa lume posibilă». Singurul necaz este că faimoasele tufișuri, jungla lui Meinong, nu au fost parcelate în zone controlabile, cunoscute sub numele de lumi posibile.”—Hintikka, Jaako, 'The Logic of Epistemology and the Epistemology of Logic, p. 40

## Subiecte similare
- Nume gol, un nume lipsit de referent
- Ficționalism, o teorie conform căreia putem vorbi despre obiecte fictive fără a susține că ele există
- Noneism, credința filosofică în lucruri care sunt, dar nu există